# مقاطعة وين (آيوا)
مقاطعة وين (بالإنجليزية: Wayne County)‏ هي إحدى مقاطعات ولاية آيوا في الولايات المتحدة الأمريكية.

## أعلام
- توتس موندت